# Горња Трнава (Ниш)
Горња Трнава је насељено место у градској општини Црвени Крст на подручју града Ниша у Нишавском округу. Налази се у Алексиначкој котлини, на око 16 км северозападно од Ниша. Према попису из 2022. било је 237 становника (према попису из 1991. било је 360 становника).

## Историја
Горња Трнава се формирала у 16. веку у простору ранијих појата и бачија чији су власници били сељаци из Доње Трнаве. У почетку су ове бачије служиле као збегови у време ратних похода, а касније се један део становника стално населио и формирао село Горња Трнава. Оба села заједно први пут се спомињу 1560. године у попису смедеревског дефтера, а 1572. се дају и ближи цифарски подаци о њима. У попису из времена Мурата III, крајем 16. века, налазе се подаци само о Горњој Трнави. Знатно се смањио број кућа и порески приход, што даје основа за закључак да су оба села економски и демографски назадовала.
Село се спомиње и у каснијим ратовима, а посебно за време сељачких буна које су избијале у првој половини 19. века. После ослобођења од Турака 1878. године почело се насељавати углавном ново становништво, досељено из разних крајева. Староседелачко становништво већ се раније највећим делом било раселило.
Године 1991. Горња Трнава је село пољопривредног карактера са 360 становника.

## Саобраћај
До насеља се може доћи приградским линијама 29 ПАС Ниш - Чамурлија - Горња Топоница - Мезграја - Доња Топоница - Доња Трнава - Горња Трнава и линијом 29А ПАС Ниш - Медошевац - Поповац - Трупале - Вртиште - Мезграја - Доња Топоница - Доња Трнава - Горња Трнава.

## Демографија
У насељу Горња Трнава живи 251 пунолетан становник, а просечна старост становништва износи 47,4 година (46,9 код мушкараца и 48,1 код жена). У насељу има 78 домаћинстава, а просечан број чланова по домаћинству је 3,04.
Ово насеље је великим делом насељено Србима (према попису из 2002. године), а у последња три пописа, примећен је пад у броју становника.
|  |

| Демографија | Демографија | Демографија |
| Година      | Становника  | Становника  |
| ----------- | ----------- | ----------- |
| 1948.       | 467         |             |
| 1953.       | 464         |             |
| 1961.       | 473         |             |
| 1971.       | 423         |             |
| 1981.       | 383         |             |
| 1991.       | 360         | 356         |
| 2002.       | 309         | 309         |
| 2011.       | 286         |             |
| 2022.       | 237         |             |

| Етнички састав према попису из 2002.‍ | Етнички састав према попису из 2002.‍ | Етнички састав према попису из 2002.‍ | Етнички састав према попису из 2002.‍ | Етнички састав према попису из 2002.‍ |
| ------------------------------------ | ------------------------------------ | ------------------------------------ | ------------------------------------ | ------------------------------------ |
|                                      |                                      |                                      |                                      |                                      |
| Срби                                 | Срби                                 |                                      | 306                                  | 99,02%                               |
| Украјинци                            | Украјинци                            |                                      | 1                                    | 0,32%                                |
| Словенци                             | Словенци                             |                                      | 1                                    | 0,32%                                |
| Македонци                            | Македонци                            |                                      | 1                                    | 0,32%                                |
| непознато                            | непознато                            |                                      | 0                                    | 0,0%                                 |

| Година пописа     | 1948. | 1953. | 1961. | 1971. | 1981. | 1991. | 2002. |
| ----------------- | ----- | ----- | ----- | ----- | ----- | ----- | ----- |
| Број домаћинстава | 86    | 90    | 96    | 106   | 105   | 98    | 97    |

| Број чланова      | 1  | 2  | 3  | 4  | 5 | 6  | 7 | 8 | 9 | 10 и више | Просек |
| ----------------- | -- | -- | -- | -- | - | -- | - | - | - | --------- | ------ |
| Број домаћинстава | 18 | 28 | 14 | 11 | 9 | 15 | 2 | 0 | 0 | 0         | 3,19   |

| Пол    | Укупно | Неожењен/Неудата | Ожењен/Удата | Удовац/Удовица | Разведен/Разведена | Непознато |
| ------ | ------ | ---------------- | ------------ | -------------- | ------------------ | --------- |
| Мушки  | 145    | 28               | 96           | 19             | 1                  | 1         |
| Женски | 116    | 7                | 90           | 16             | 3                  | 0         |
| УКУПНО | 261    | 35               | 186          | 35             | 4                  | 1         |

| Пол    | Укупно                    | Пољопривреда, лов и шумарство | Рибарство                            | Вађење руде и камена | Прерађивачка индустрија       |
| ------ | ------------------------- | ----------------------------- | ------------------------------------ | -------------------- | ----------------------------- |
| Мушки  | 83                        | 26                            | 0                                    | 0                    | 18                            |
| Женски | 45                        | 34                            | 0                                    | 0                    | 5                             |
| УКУПНО | 128                       | 60                            | 0                                    | 0                    | 23                            |
| Пол    | Производња и снабдевање   | Грађевинарство                | Трговина                             | Хотели и ресторани   | Саобраћај, складиштење и везе |
| Мушки  | 3                         | 11                            | 9                                    | 0                    | 4                             |
| Женски | 0                         | 0                             | 1                                    | 0                    | 0                             |
| УКУПНО | 3                         | 11                            | 10                                   | 0                    | 4                             |
| Пол    | Финансијско посредовање   | Некретнине                    | Државна управа и одбрана             | Образовање           | Здравствени и социјални рад   |
| Мушки  | 1                         | 1                             | 0                                    | 0                    | 7                             |
| Женски | 0                         | 0                             | 0                                    | 2                    | 3                             |
| УКУПНО | 1                         | 1                             | 0                                    | 2                    | 10                            |
| Пол    | Остале услужне активности | Приватна домаћинства          | Екстериторијалне организације и тела | Непознато            | Непознато                     |
| Мушки  | 3                         | 0                             | 0                                    | 0                    | 0                             |
| Женски | 0                         | 0                             | 0                                    | 0                    | 0                             |
| УКУПНО | 3                         | 0                             | 0                                    | 0                    | 0                             |